# Det store Fald
Det store Fald eller Malstrømmen er en dansk stum melodramafilm fra 1911 produceret af Filmfabrikken Skandinavien instrueret af Christian L. Larsen efter manuskript af Knud Lumbye og Ove Willer Jansen.
Filmen er trods sin tragiske handling af producenten betegnet som "en folkekomedie i 37 afdelinger".
Filmen havde dansk premiere den 21. september 1911 i Løvebiografen. 

## Handling
En håndværkerdatter, Else, er ansat i et stormagasin og er forlovet med den jævne håndværker, Ludvig. Else er livsglad, men også naiv. En dag før hun den modvillige Ludvig lokket på varieté. Her møder hun levemanden, bankkasserer Brandt, der går tilnærmelser til den unge kvinde, men Ludvig får trukket Else væk. Senere kommer Brandt forbi stormagasinet, hvor han ser sit snit til at tale med hende i enerum. Han inviterer hende ud, og den naive Else accepterer. Brandt og Else kører i Brandts bil til restauranten, mens Ludvig forgæves har søgt at møde hende i stormagasinet. Elses lillesøster har dog set Else på vej ind i restauranten med en fremmed mand, og fader og lillesøster forsøger at bringe hende tilbage og væk fra den farlige vej, som Else har begivet sig ud på. I restauranten er der høj stemning, og Brandt smiger får Else til at opgive sine sidste reservationer. Da de to forlader restauranten mødes de af Elses fader og søster, og der opstår et skænderi, indtil Brandt kører væk med Else i bilen. Brandt fører Else til sin ungkarlelejlighed, men nu går det op for Else, at hun har taget et skæbnesvangert skridt. Hun flygter fra lejligheden, men Brandt smiler - han ved, at hun nok skal vende tilbage. 
Da Else kommer hjem opstår skænderi i hjemmet, og faderen fortæller, at han ikke længere har en datter. Else forlader hjemmet. Else vender tilbage til Brandt, der nu har hende i sin magt. De går på varieté, og champagnen flyder. Ludvig, der også er i varietéen, ser parret og konfronterer rasende Brandt, men tjenerne smider Ludvig ud. Else drikker videre. Men Elses dyre manerer og mange hatte koster Brandt flere penge end hvad han tjener i banken, og han må begå underslæb for at få råd til Else. Underslæbet opdages, og Brandt må fortælle Else om sammenhængen, og parret beslutter at flygte. Men politiet er i hælene på dem, og da parret står på perronen og venter på et tog, der skal føre dem bort, ankommer politiet. Brandt skyder sig selv. 
Else må nu klare sig selv. Hun får ansættelse som sangerinde på en varieté, men ejeren er nærgående over for Else, der herefter forlader varietéen, mens de andre syngepiger hånligt ler af Else. Else er uden penge og kan ikke betale leje for sit lejede værelse. Hun drukner sig selv i havet og betaler på den måde for sine fejltrin.

## Medvirkende
- Carl Petersen - Andersen, håndværker
- Olga Svendsen - Mariane, Andersens hustru
- Bertha Lindgreen - Else, Andersens datter
- Aage Brandt - Ludvig Hansen, Elses forlovede
- Holger-Madsen - Brandt, bankkasserer
- Jørgen Lund - Bankdirektøren
- Alfred Arnbak - En varietédirektør
- Erik Winther - En kelner
- Carl Gottschalksen - En musikdirektør

## Referener
1. 1 2  Filmprogram, dfi.dk